# École supérieure d'économie de Prague
L'École supérieure d'économie de Prague (en tchèque : Vysoká škola ekonomická v Praze ou VŠE) est un  établissement universitaire public proposant différentes formations relatives à la gestion et à l’économie à Prague. L’école fut fondée en 1919 et se compose désormais de six facultés. Plus de 19 000 étudiants sont inscrits à la VŠE et sont servis par environ 700 membres du corps académique ainsi qu’environ 500 membres du corps non-académique. 

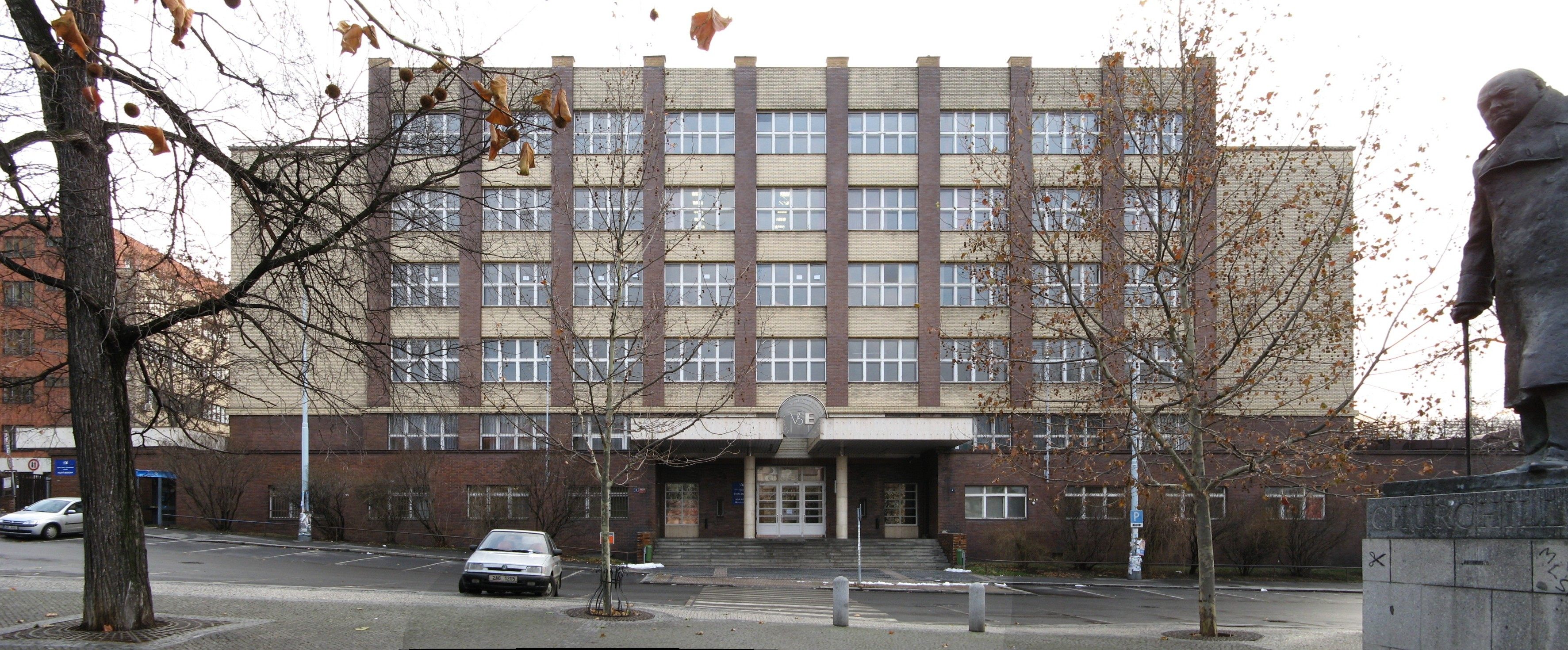
Locaux de l'École supérieure d'économie de Prague.

Deux présidents de la République tchèque ont compté parmi les étudiants de cette grande école : Václav Klaus, président de 2003 à 2013, a lui-même terminé ses études d’économie du commerce extérieur à l’école supérieure d’économie ; son successeur, Miloš Zeman, a d'abord suivi pour sa part des cours à distance avant de travailler dans les locaux de l'université.

## Histoire
En 1919, l’école supérieure de commerce (Vysoká škola obchodní ou VŠO) voit le jour en tant que département indépendant de l'École technique supérieure de Prague (České Vysoké Učení Technické). À ses débuts, l’établissement est spécialisé dans le commerce en gros, le domaine bancaire ainsi que la gestion des entreprises industrielles. 
En 1953, le nom d’école supérieure d’économie de Prague voit le jour. Celle-ci se compose alors de cinq facultés principales : la faculté d’économie générale, de crédit et finance, de statistiques, d’économie de production et finalement la faculté de commerce.
Durant les années 1990 et 1991, une réorganisation de l’établissement est nécessaire, à la suite de la révolution de velours, du 16 novembre au 29 décembre 1989. Sept ans plus tard, en 1998, la VŠE devient un membre à part entière du programme CEMS puis du programme PIM en 1999. Finalement, l’école supérieure d’économie adopte le système européen de transfert de crédit ECTS afin de s’aligner avec les différentes universités européennes.

## Facultés
L’école supérieure d’économie se compose actuellement de six facultés différentes. Celles-ci sont réparties sur trois campus. Cinq des facultés se situent à Prague, dans les quartiers de Žižkov  et de Jižní město. Cependant, la faculté de management se situe dans la ville de Jindřichův Hradec, en dehors de Prague.
- Faculté des finances et de la comptabilité (Fakulta financí a účetnictví)
- Faculté des relations internationales (Fakulta mezinárodních vztahů) : cette faculté, fondée en 1991, succède à la faculté de commerce.
- Faculté de gestion d’entreprise (Fakulta podnikohospodářská)
- Faculté d’informatique et de statistiques (Fakulta informatiky a statistiky)
- Faculté d’économie et d´administration publique (Národohospodářská fakulta)
- Faculté de management de Jindřichův Hradec (Fakulta managementu v Jindřichově Hradci)

## Structure des études
La VŠE offre trois différents types de programmes. Premièrement, l’établissement dispose d’un programme de bakalář (bachelor) se déroulant sur trois années (licence française). Ce programme est uniquement disponible en tchèque et est composé de 22 options différentes. Il représente environ 12 000 étudiants chaque année. Ensuite, un programme de master est proposé, s’étalant sur deux années. 32 options sont disponibles dont six en anglais. Ce programme représente environ 6 000 étudiants annuels. Enfin, l’école propose un programme de doctorat allant de 3 à 5 ans. 16 options (en anglais ou tchèque) sont disponibles et correspondent à environ 700 étudiants chaque année.

## Classements et récompenses
Selon le classement des masters européens en management par le Financial Times en 2012, l’école supérieure d’économie de Prague se classe à la 63e position. Cela correspond à la deuxième position si l’on se réfère aux universités et grandes écoles de l’Europe de l’est, après l’École des hautes études commerciales de Varsovie (56e). En 2011 la VŠE se classe à la 70e position  dans le classement des écoles européennes de gestion, également après son homologue polonaise qui se classait à la 67e position.
Selon le classement 2012 d’Eduniversal qui, suivant ses critères, sélectionne les meilleures universités et grandes écoles du monde dans neuf zones géographiques principales, L’école supérieure d’économie de Prague se classe deuxième de la zone de l’Europe centrale et de l’est, après l’Université d'État de Saint-Pétersbourg. La VŠE se classe ainsi à la 70e position des écoles de gestion européennes. En 2011, la VŠE se classait à la première position dans sa propre zone pour la quatrième année consécutive. 

## Docteurshonoris causa
Au fil des années, plusieurs économistes du monde ayant eu une influence importante reçurent le doctorat honoris causa de l’école supérieure d’économie de Prague, parmi lesquels:
- Prof. Dr B. Hallier en 2011 pour ses recherches appliquées dans le domaine de l’entreprenariat et de la distribution
- Prof. Drh.c. Milton Friedman en 1997 pour son prix Nobel de l’économie en 1996
- Prof. Drh.c. Peter Drucker en 1997 pour sa renommée mondiale dans le domaine de la gestion, des sciences politiques et de la sociologie.
- Prof. Drh.c. Robert A. Mundell en 2001 pour sa contribution importante au développement de la théorie de l’économie monétaire internationale et de la politique macro-économique
- Prof. Drh.c. Günter Verheugen en 2002 pour sa contribution personnelle à la préparation de l’adhésion de la République tchèque à l’Union Européenne.
- Prof. Drh.c. Arthur Dempster en 2009 pour la preuve de l’application de la théorie Dempster-Shafer dans le domaine de la finance, de la gestion et de l’audit.
- Prof. Drh.c. Glenn Shafer en 2009 pour les mêmes raisons qu'Arthur Dempster.

## Campus deŽižkov
Le siège principal de l’établissement se situe place Winston Churchill dans le quartier de Žižkov, proche de la gare centrale de Prague (Hlavní nádraží). La plupart des départements ainsi que l’administration se trouvent dans ce complexe constitué de trois bâtiments principaux :
- Le vieux bâtiment (Stara Budova – SB) : composé de quatre étages, il contient une salle de sport, des salles informatiques, une bibliothèque ainsi que des salles de cours.
- Le nouveau bâtiment (Nova Budova – NB) : Ce bâtiment récemment rénové contient les principaux auditoires de l’université. S’y trouvent également les bureaux administratifs.
- Le bâtiment Rajska (Rajska Budova – RB) : étant le plus récent bâtiment de l’université, il se compose d’atriums et de salles de classe, de plusieurs cantines pour les étudiants ainsi qu’une salle de gym et fitness.

## Vie étudiante
L’école supérieure d’économie de Prague est également réputée pour sa vie étudiante active. De nombreuses organisations ont vu le jour au fil des années afin de rendre l’expérience étudiante plus simple et agréable. De plus, l’école est également réputée pour son nombre d’étudiants étrangers. En effet, environ 250 étudiants provenant de 50 pays différents viennent étudier à la VŠE chaque semestre. 

### ESN Buddy System
Le « Buddy System » est une organisation à but non lucratif qui a vu le jour en 1998 et qui se compose désormais d’environ 70 étudiants. Le but principal de cette organisation est de faciliter la vie des étudiants venant étudier à la VŠE. Chaque étudiant peut dès lors, s’il le souhaite, être attribué à un étudiant local qui l’aidera lors des premières semaines afin de se familiariser avec son nouvel environnement. Le Buddy System organise également toutes sortes d’activités tout au long de l’année (voyages, karting, soirées, etc.). Depuis 2002, le Buddy System est une organisation indépendante de l’organisation internationale des étudiants Erasmus (ESN).

### Chorale des étudiants
L’école possède également une chorale composée d’étudiants et de professeurs de la VŠE. Elle a été fondée en 2001 et se compose désormais d’environ 35 chanteurs. La chorale participe également à différents concours dans l’Europe (Belgique, Espagne, France, etc.).

### Ciné-club
L’école dispose également d’un club de cinéma depuis 2006. Le ciné-club offre un large éventail de films relatant l’histoire tchèque mais également de films issus du cinéma mondial contemporain.

### Anciens élèves
- Václav Klaus
- Livia Klausová
- Miloš Zeman
- Jiří Paroubek